# Ictalurus spodius
Il Ictalurus spodius (Ictalurus spodius, Smith, 1987) è un pesce d'acqua dolce appartenente alla famiglia degli Ictaluridi ed all'ordine dei Siluriformi. Resti fossili di questo animale sono stati rinvenuti nel Nord America in Messico.